# Gleviner Straße Nr. 10 (Güstrow)

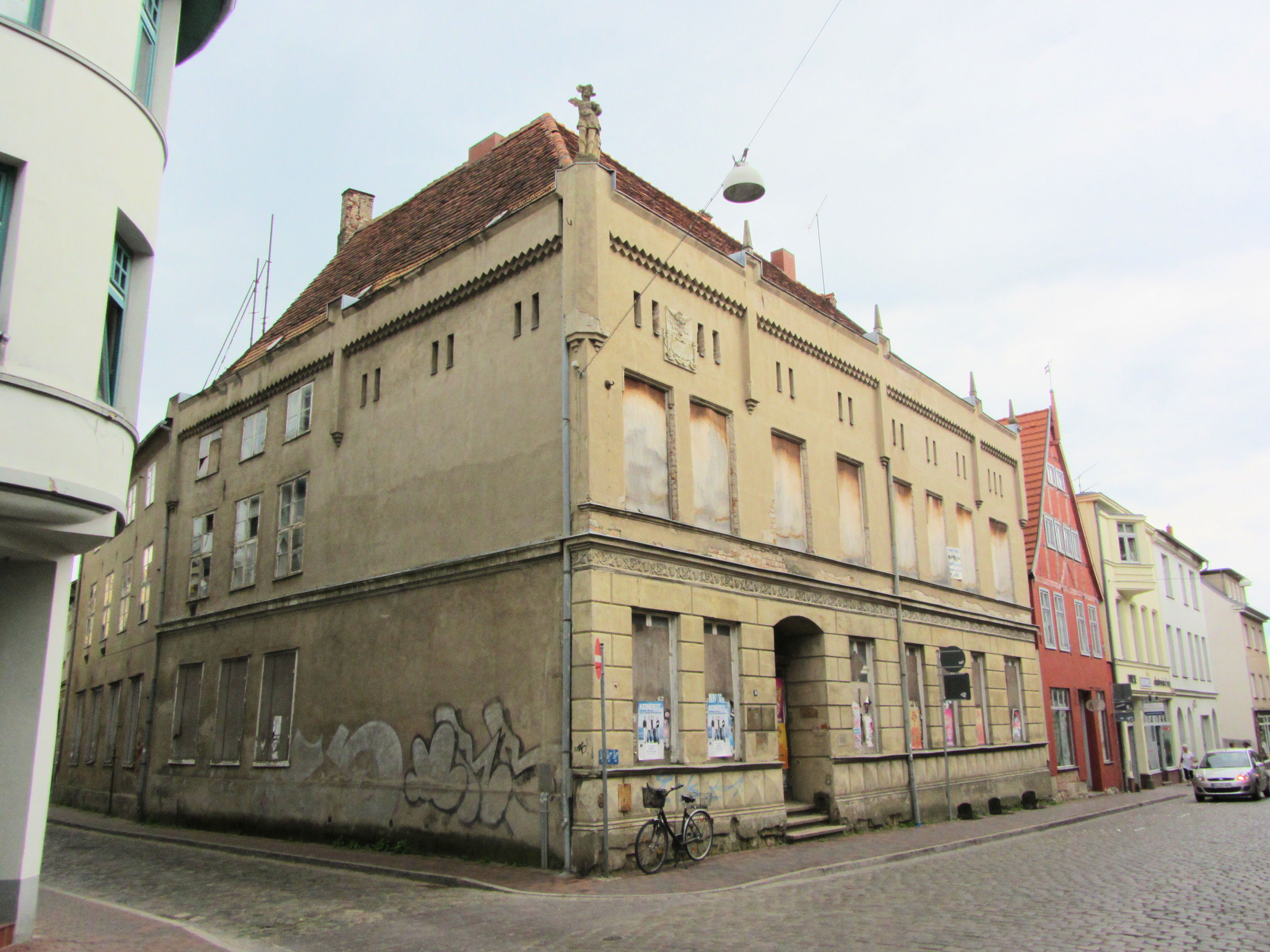
Gleviner Straße 10, Ecke Grepelstraße

Das Haus Gleviner Straße Nr. 10 in Güstrow-Altstadt, Gleviner Straße, Ecke Grepelstraße 17 stammt von 1618 aus der Zeit der Renaissance. In dem Haus war die ehemalige Pflegestation des kirchlichen Stifts Bethlehem.
Das Gebäude steht unter Denkmalschutz.

## Geschichte

### Gleviner Straße Nr. 10

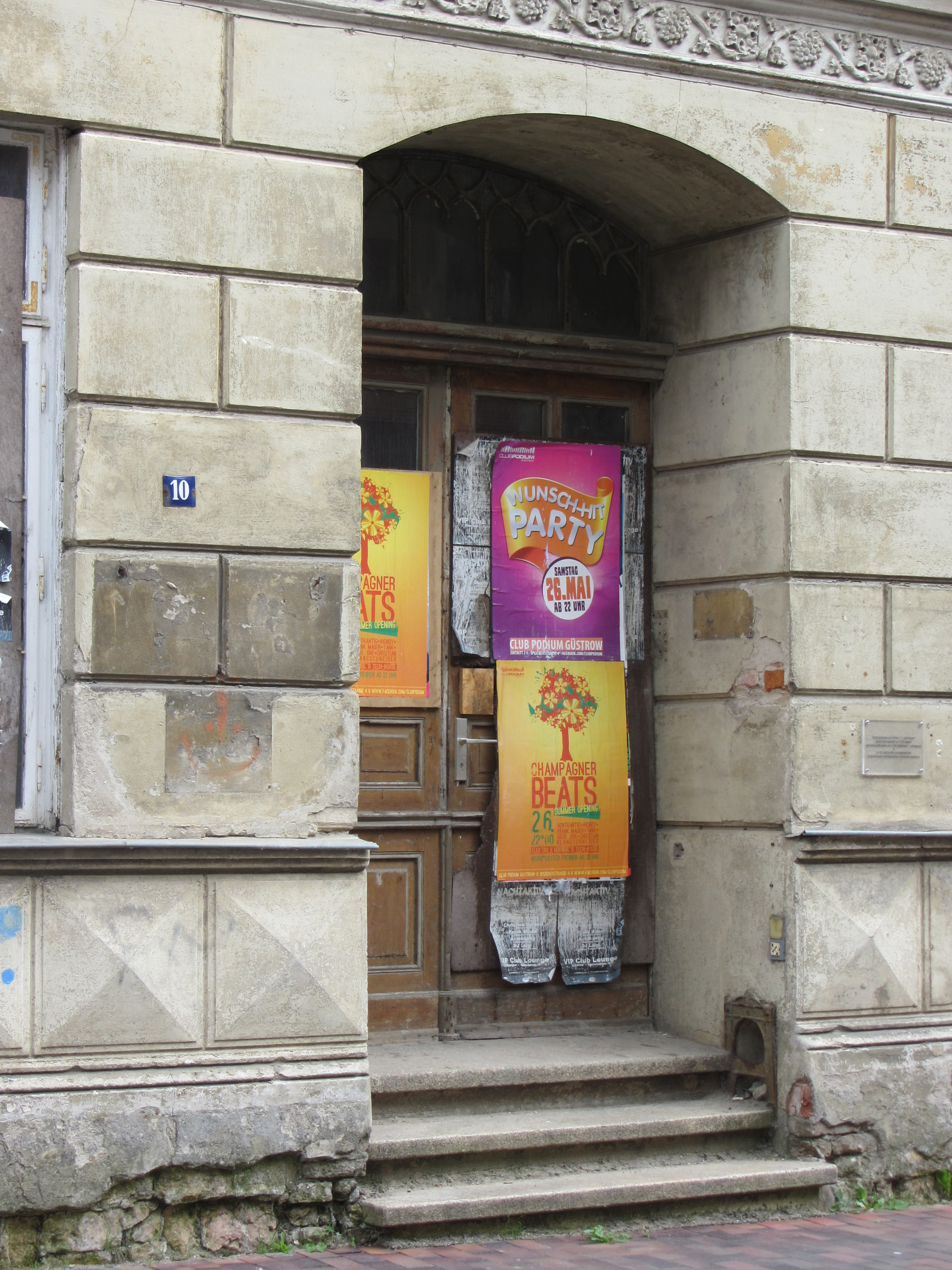
Nr. 10 – noch unsaniert

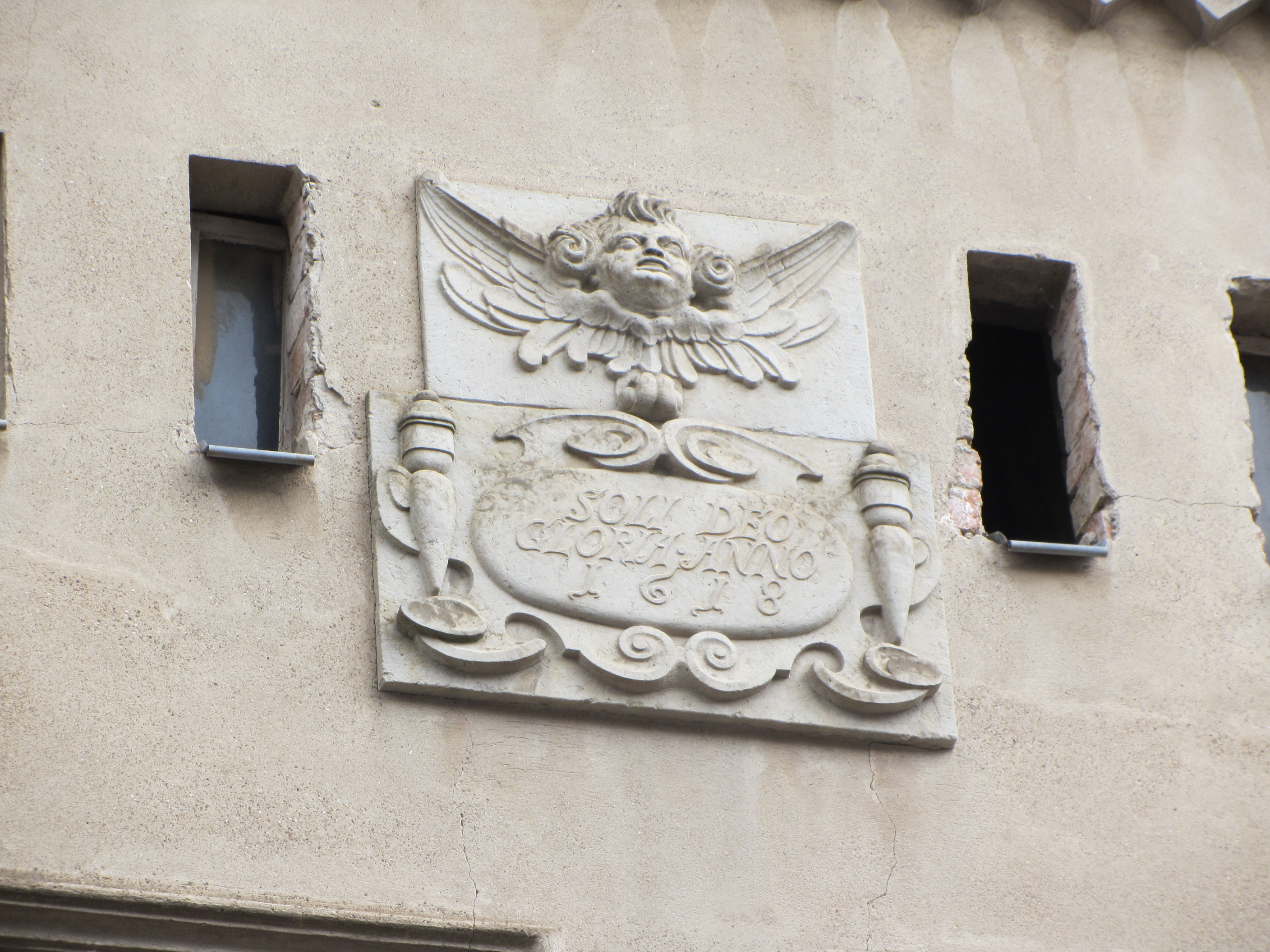
Tafel mit Inschrift: Soli Deo Gloria - Anno 1618

Das dreigeschossige teilunterkellerte traufständige Gebäude wurde in der Zeit der Hochrenaissance gebaut und ist ein Zeugnis der Architektur der Renaissance in Güstrow. Ursprünglich hatte das Haus 1618 im nördlichen Teil der Gleviner Straße einen Giebel. Die südliche Erweiterung erfolgte später, erkennbar im Hof durch eine dickere mittlere Innenwand. Die Anlage wurde 1630 durch eine dreigeschossige Kemlade an der Grepeler Straße ergänzt mit Fachwerkteilen zum Hof. Durch verschiedene Umbauten erfolgten erhebliche Veränderungen. Die Kemlade erhielt eine größere Geschosshöhe und einen Saal mit umlaufendem Stuckgesims.
Der größte Umbau erfolgte um 1860 als Pflegestatiom für das Stift Bethlehem. Ergänzt um den südlichen Bauteil erhielt der Altbau neue Geschosshöhen, der Bau ein gemeinsames Dach, die heutige historisierende Fassade im Tudorstil mit einem Weinfries über dem EG und das große Foyer mit den neogotischen Türen. Die Ecke wurde durch die Sandsteinfigur eines Ritters auf einer Fiale betont (Kopie aus der DDR-Zeit). Auch die innere Gestaltung (große Treppe, Supraporte (Tür und Oberteil), Wandverkleidung, Deckenstuck) stammt aus dieser Zeit. Die Kemlade wurde durch Umbau angepasst.
Nach Verkauf durch die Diakonie, Besitzerwechsel und einem längeren Leerstand wurde das Haus von 2015 bis 2016/17 nach Plänen von Kruse & Fliege (Güstrow) sowie mit Städtebauförderungsmitteln saniert und erhielt 12 Wohnungen.
Weitere Renaissancebauten in Güstrow sind u. a.
- das Güstrower Schloss,
- am Domplatz die Domschule Güstrow und das Lühesche Palais
- die Wohnhäuser Domstraße Nr. 2, 10 und 32, Gleviner Straße Nr. 1, Markt Nr. 10 (Ratskeller), Mühlenstraße Nr. 17, 43 und 48 (Derzscher Hof), Schloßstraße Nr. 6

### Grepelstraße Nr. 17
Das zweigeschossige barocke, mehrfach umgebaute Fachwerkwohnhaus Grepelstraße Nr. 17 gehört zur Anlage. Durch eine Durchfahrt werden die Hofflächen der Anlage erreicht. Das Haus wurde auch 2015/16 saniert.

### Stift Bethlehem
Das Diakonissen-Mutterhaus Stift Bethlehem entstand 1851. Zuvor hatte Helene von Bülow (1816–1890) in einer kleinen Büdnerei im damaligen Ludwigsluster Vorort Kleinow 1847 ein Kinderhospital eingerichtet und dessen weitere Kosten weitgehend übernommen. Mit Unterstützung des Großherzogtums Mecklenburg-Schwerin ließ sie 1850/51 ein neues Haus für medizinisch vernachlässigte Frauen bauen. Von Bülow übergab ihren Besitz der Stiftung und wurde Oberin des Stifts.